# Hunter McKown
William "Hunter" McKown, född 18 augusti 2002, är en amerikansk professionell ishockeyforward som spelar för Columbus Blue Jackets i National Hockey League (NHL).
Han har tidigare spelat för Colorado College Tigers i National Collegiate Athletic Association (NCAA) och Team USA i United States Hockey League (USHL).
McKown blev aldrig NHL-draftad.

## Statistik
| 2015–2016   | San Jose Jr. Sharks U13 | T1EHL       | 10 | 1  | 2  | 3  | 22 | — | — | — | — | — |
| 2016–2017   | St. Louis AAA Blues U14 | T1EHL       | 4  | 1  | 1  | 2  | 2  | — | — | — | — | — |
| 2017–2018   | St. Louis AAA Blues U16 | T1EHL       | 33 | 10 | 15 | 25 | 38 | — | — | — | — | — |
| 2018–2019   | Team USA                | USHL        | 27 | 2  | 4  | 6  | 26 | 2 | 0 | 0 | 0 | 2 |
|             | U.S. National U17 Team  |             | 41 | 4  | 7  | 11 | 34 | — | — | — | — | — |
| 2019–2020   | Team USA                | USHL        | 16 | 1  | 2  | 3  | 14 | — | — | — | — | — |
|             | U.S. National U17 Team  |             | 3  | 1  | 0  | 1  | 8  | — | — | — | — | — |
|             | U.S. National U18 Team  |             | 38 | 0  | 8  | 8  | 18 | — | — | — | — | — |
| 2020–2021   | Colorado College Tigers | NCAA        | 23 | 2  | 4  | 6  | 16 | — | — | — | — | — |
| 2021–2022   | Colorado College Tigers | NCAA        | 35 | 13 | 8  | 21 | 29 | — | — | — | — | — |
| 2022–2023   | Columbus Blue Jackets   | NHL         | 1  | 0  | 1  | 1  | 0  | — | — | — | — | — |
|             | Colorado College Tigers | NCAA        | 38 | 21 | 7  | 28 | 30 | — | — | — | — | — |
| NHL totalt  | NHL totalt              | NHL totalt  | 1  | 0  | 1  | 1  | 0  | — | — | — | — | — |
| NCAA totalt | NCAA totalt             | NCAA totalt | 96 | 36 | 19 | 55 | 75 | — | — | — | — | — |
| USHL totalt | USHL totalt             | USHL totalt | 43 | 3  | 6  | 9  | 40 | 2 | 0 | 0 | 0 | 2 |

### Internationellt
| Källa: Uppdaterad: 2023-03-25 | Källa: Uppdaterad: 2023-03-25 | Källa: Uppdaterad: 2023-03-25 |         | Utv = Utvisningsminuter | Utv = Utvisningsminuter | Utv = Utvisningsminuter | Utv = Utvisningsminuter | Utv = Utvisningsminuter |
| År                            | Lag                           | Mästerskap                    | Matcher | Mål                     | Assists                 | Poäng                   | Utv                     |                         |
| ----------------------------- | ----------------------------- | ----------------------------- | ------- | ----------------------- | ----------------------- | ----------------------- | ----------------------- | ----------------------- |
| 2022                          | USA                           | JVM                           | 4       | 0                       | 1                       | 1                       | 0                       |                         |
| Junior totalt                 | Junior totalt                 | Junior totalt                 | 4       | 0                       | 1                       | 1                       | 0                       |                         |